# Tina Thompson
Tina Marie Thompson (Los Angeles, 10 februari 1975) is een voormalig Amerikaans basketbalspeelster. Zij won met het Amerikaans basketbalteam twee keer de gouden medaille tijdens de Olympische Zomerspelen. Ook won ze met het nationale team in 1998 het Wereldkampioenschap basketbal. In 2018 werd ze toegevoegd aan de Basketball Hall of Fame.
Thompson speelde voor het team van de University of Southern California, voordat zij in 1997 haar WNBA-debuut maakte bij de Houston Comets. In totaal heeft ze 17 seizoenen in de WNBA gespeeld en won ze vier keer het kampioenschap.
Tijdens de Olympische Zomerspelen 2004 in Athene won ze voor het eerst olympisch goud door Australië te verslaan in de finale. In totaal speelde ze 16 wedstrijden over twee Olympische Spelen (2004 en 2008) en wist alle wedstrijden te winnen. 
Buiten de WNBA-seizoenen speelde ze in Europa en Azië. Sinds 2018 is ze de coach van de basketbalvrouwenploeg van de Universiteit van Virginia.